# Göhren-Lebbin
Göhren-Lebbin – gmina w Niemczech, w kraju związkowym Meklemburgia-Pomorze Przednie, w powiecie Mecklenburgische Seenplatte, wchodzi w skład Związku Gmin Malchow.

## Zmiany administracyjne
- 1 stycznia 2024 do gminy przyłączono gminę Penkow, która stała się jej częścią[2].